# Juegos Olímpicos de Los Ángeles 1984
Los Juegos Olímpicos de Los Ángeles 1984, oficialmente conocidos como los Juegos de la XXIII Olimpiada, se celebraron en Los Ángeles, Estados Unidos, entre el 28 de julio y el 12 de agosto de 1984. Participaron 6829 atletas (5263 hombres y 1566 mujeres) de 140 países, compitiendo en 21 deportes y 221 especialidades.
A pesar de que en total se abstuvieron 14 estados, fue notable la ausencia de países que solían estar en primeras posiciones del medallero, como la Unión Soviética, Alemania Oriental y Bulgaria. De hecho, en los Juegos Olímpicos de Montreal 1976 los países que ahora protagonizaban el boicot habían ganado el 58 % del total de medallas de oro. Por su parte, en Los Ángeles, Rumania ganó la mayor cantidad de medallas olímpicas de su historia. 

## La nueva era de los Juegos Olímpicos
Después de las noticias recibidas por las pérdidas millonarias de dinero de los Juegos Olímpicos de Montreal 1976 en Canadá, ninguna ciudad se presentó para intentar ser anfitrión de los Juegos de 1984 lo que representó una amenaza a la continuidad de los Juegos Olímpicos desde tiempos de las Guerras Mundiales. Ante esta situación crítica los Estados Unidos aparecieron como una salvación para albergar la Olimpiada de ese año.
Inicialmente se pensó en la ciudad de Nueva York y luego en Chicago, hasta que finalmente se optó por Los Ángeles. La ciudad de Los Ángeles, que había presentado sus candidaturas para albergar los Juegos de 1976 y 1980, renovó en 1978 su candidatura para 1984.
Luego de ver las malas consecuencias económicas heredadas por la Olimpiada de 1976, el Ayuntamiento de la Ciudad de Los Ángeles junto con el Comité Olímpico Estadounidense, diseñaron y ofrecieron en su candidatura un plan que hizo ganar dinero a los Juegos Olímpicos. Fue la primera ciudad en obtener ganancias en las Olimpiadas que se convirtió en un ejemplo a seguir para sedes posteriores: Los Ángeles usó instalaciones y estadios existentes que únicamente requirieron adaptaciones y remodelaciones leves y usó fondos de compañías privadas para organizar las Olimpiadas; se tuvieron que construir solo dos nuevos centros, un velódromo y una piscina olímpica. La ciudad obtuvo una ganancia de 200 millones de dólares ($500 millones en 2020).

## Antorcha olímpica

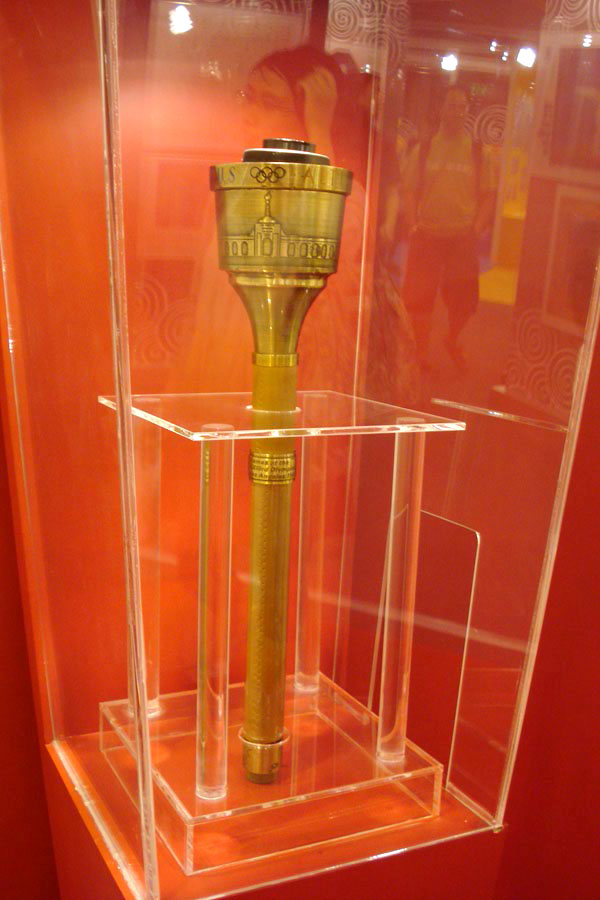
Antorcha de los Juegos Olímpicos de 1984.

3636 relevistas llevaron la antorcha olímpica en un recorrido de 15 000 kilómetros que comenzó el 7 de mayo en Olimpia (Grecia) con una ceremonia privada a la que solo asistieron miembros de la prensa y oficiales del Comité olímpico griego, del Comité organizador y el COI. La antorcha fue transportada en helicóptero a Atenas y de allí en avión a Estados Unidos, donde el recorrido por ese país comenzó el 8 de mayo. Dicho recorrido siguió, a grandes rasgos, la siguiente ruta:
Nueva York - Boston - Filadelfia - Washington - Detroit - Chicago - Indianápolis - Atlanta - St. Louis - Dallas - Denver - Salt Lake City - Seattle - San Francisco - San Diego - Los Ángeles.
El recorrido terminó el 28 de julio, con la ceremonia de apertura.

## Sedes

### Dentro deLos Ángeles
- Los Angeles Memorial Coliseum - Atletismo / Ceremonia de Apertura y cierre
- Los Angeles Memorial Sports Arena - Boxeo
- Dodgers Stadium - Béisbol
- Pauley Pavilion - Gimnasia
- Eagle Neast Arena - Judo
- Estadio Olímpico de Natación Mc Donald's - Natación / Clavadas
- Villa Olímpica
- Centro de Tenis de Los Ángeles - Tenis
- Gersten Pavilion - Pesas
- Weingart Stadium - Hockey
- Santa Monica College - Maratón
- Calles de Los Ángeles - Maratón

### Dentro deCondado de Los Ángeles,California
- El Dorado Park, Long Beach
- The Forum, Inglewood
- Velódromo Olímpico 7-Eleven, Carson
- Santa Anita Park, Arcadia
- Centro de Convenciones de Long Beach, Long Beach
- Estadio Rose Bowl, Pasadena
- Estadio Weingart, Monterey Park
- Alberca Memorial Raleigh Runnels, Malibu
- Puerto de Long Beach, Long Beach

### Otras sedes dentro deárea metropolitana de Los Ángeles

#### Condado de Ventura, California
- Lago Casitas, Ventura Country

#### Condado de Orange, California
- Mission Viejo
- Titan GYM, Fullerton
- Coto de Caza (California)
- Centro de Convenciones de Anaheim, Anaheim
- Fairbanks Ranch Santa Fe, California

#### Condado de San Bernardino, California
- Campo Olímpico de Tiro, Chino

### Otras sedes
- Estadio Harvard, Boston
- Estadio Memorial Navy-Marine Corps, Annapolis
- Stanford Stadium, Stanford

## Grandes momentos

### Atletismo
- Carl Lewis, del equipo de los Estados Unidos, entra en la historia olímpica al igualar el éxito conseguido por Jesse Owens en Berlín 1936, ganando cuatro medallas de oro en los mismos eventos: los 100 m, los 200 m, el relevo 4 x 100 m y el salto de longitud.
- En los 400 m vallas, liderando la carrera de principio a fin, Nawal El Moutawakel se convierte en la primera mujer de un país islámico y la primera marroquí en ganar una medalla de oro.
- Durante sus terceros Juegos olímpicos, Daley Thompson de Reino Unido, se enfrenta a Jürgen Hingsen de Alemania Occidental en decatlón. Luego de mantenerse parejos en los primeros siete eventos, Thompson toma una ventaja decisiva en el salto con pértiga y la jabalina ganando su segunda medalla de oro consecutiva.
- Por primera vez en la historia de los Juegos se disputa el maratón femenino, en que se impuso con rotundidad la estadounidense Joan Benoit. El momento más dramático fue cuando la suiza Gabriela Andersen-Schiess[3] entró exhausta y deshidratada al estadio. Los médicos del evento la dejaron continuar y ella completó la vuelta final en cinco minutos cayendo desmayada al pisar la línea de meta.
- El atletismo mexicano se apuntó un éxito histórico al conseguir la victoria en las dos pruebas de marcha, gracias a Ernesto Canto (oro en 20 km) y a Raúl González (oro en 50 km y plata en 20 km).

### Natación
- En natación masculina no hubo una estrella indiscutible, pero destacó el alemán Michael Groß, apodado el Albatros ganador de dos medallas de oro (100 m libres y 100 mariposa) y otras dos de plata (200 mariposa y relevos 4x200 m).
- El estadounidense Rick Carey venció en las dos pruebas de espalda, mientras el canadiense Alex Baumann lo hacía en las de estilos.
- En categoría femenina la mejor fue Mary T. Meagher, que obtuvo tres medallas de oro (100 y 200 m mariposa, relevos 4 x 100 estilos).

### Otros deportes
En la gimnasia artística masculina el campeón individual fue el japonés Koji Gushiken, que se impuso a Peter Vidmar de Estados Unidos y al chino Li Ning. Los Estados Unidos vencieron por equipos.
En categoría femenina el triunfo por equipos fue para las rumanas, pero la reina de los juegos fue la local Mary Lou Retton, vencedora individual sobre las rumanas Ekaterina Szabo y Simona Pauca a pesar de los triunfos de estas en las competencias por separado. También destacó la local Julianne McNamara quien no dejó sonar una vez más el himno nacional de Rumanía en barras asimétricas.
En Baloncesto los Estados Unidos encabezados por Michael Jordan y Pat Ewing no tuvieron problemas para ganar el oro. En la final derrotaron a España, que hizo un campeonato extraordinario y se llevó la plata. Bronce fue Yugoslavia.
Francia ganó el torneo de Fútbol derrotando a Brasil por 2-0.
En Boxeo los estadounidenses ganaron en nueve de las doce categorías. Tyrrell Biggs ganó el oro de los pesados. Sin embargo el futuro campeón de los pesados Evander Holyfield no pudo pasar del bronce en la categoría de 75-81 kg.
En Voleibol se registraron grandes sorpresas ya que China y los Estados Unidos fueron superando poco a poco a las potencias tradicionales de este deporte, ayudado por la ausencia de los equipos soviéticos, hasta ganar la medalla de oro en el torneo femenino y masculino, respectivamente.

## Medallero
País organizador (Estados Unidos)
| Núm. | País                          | Oro | Plata | Bronce | Total |
| ---- | ----------------------------- | --- | ----- | ------ | ----- |
| 1    | Estados Unidos (USA)          | 83  | 61    | 30     | 174   |
| 2    | Rumania (ROM)                 | 20  | 16    | 17     | 53    |
| 3    | Alemania Occidental (FRG)     | 17  | 19    | 23     | 59    |
| 4    | República Popular China (CHN) | 15  | 8     | 9      | 32    |
| 5    | Italia (ITA)                  | 14  | 6     | 12     | 32    |
| 6    | Canadá (CAN)                  | 10  | 18    | 16     | 44    |
| 7    | Japón (JPN)                   | 10  | 8     | 14     | 32    |
| 8    | Nueva Zelanda (NZL)           | 8   | 1     | 2      | 11    |
| 9    | Yugoslavia (YUG)              | 7   | 4     | 7      | 18    |
| 10   | Corea del Sur (KOR)           | 6   | 6     | 7      | 19    |

## Deportes
Deportes de demostración: Béisbol y Tenis.

## Países participantes

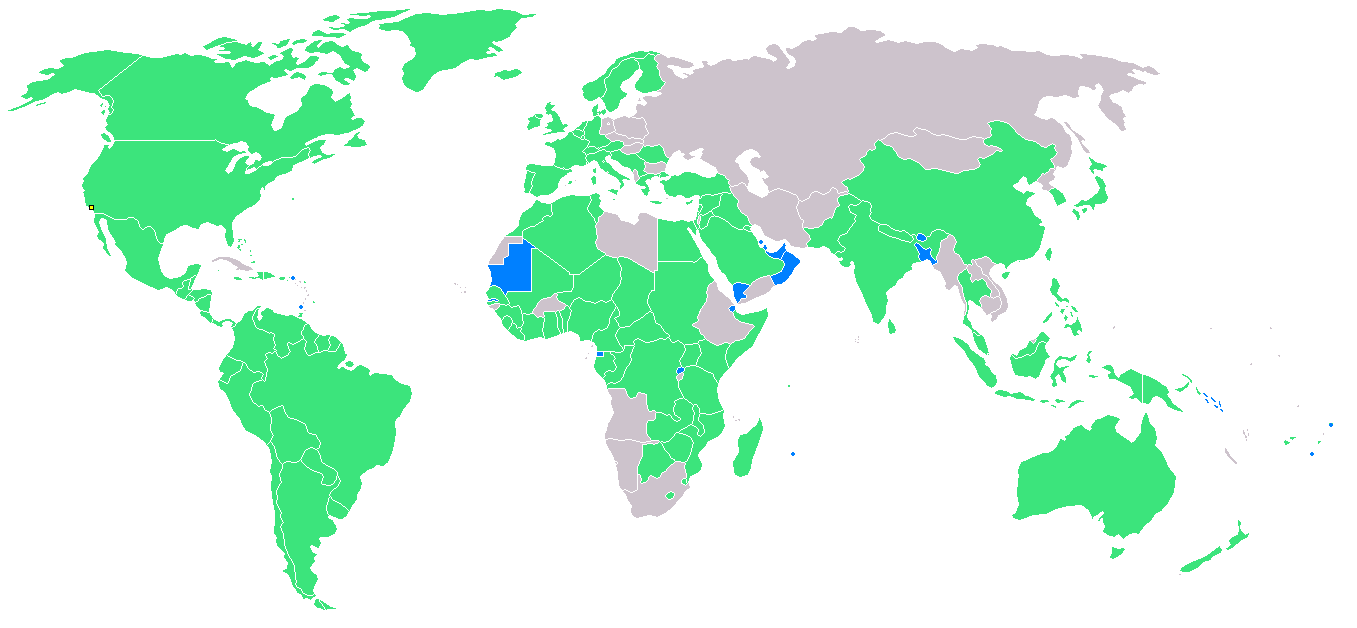
En verde y azul, países participantes (azul son los debutantes).

Los siguientes países participaron en los juegos:
Alemania Occidental, Andorra, Antigua y Barbuda, Antillas Neerlandesas, Arabia Saudita, Argelia, Argentina, Australia, Austria, Bahamas, Baréin, Bangladés, Barbados, Bélgica, Belice, Benín, Bermudas, Birmania, Bolivia, Botsuana, Brasil, Bután, Camerún, Canadá, Chad, Chile, China, China Taipéi, Chipre, Colombia, Congo, Corea del Sur, Costa de Marfil, Costa Rica, Dinamarca, Ecuador, Egipto, El Salvador, Emiratos Árabes, España, Estados Unidos, Fiyi, Filipinas, Finlandia, Francia, Gabón, Gambia, Ghana, Gran Bretaña, Granada, Grecia, Guatemala, Guinea, Guinea Ecuatorial, Guyana, Haití, Honduras, Hong Kong, India, Indonesia, Irak, Irlanda, Islandia, Islas Caimán, Islas Salomón, Islas Vírgenes Británicas, Islas Vírgenes de Estados Unidos, Israel, Italia, Jamaica, Japón, Jordania, Kenia, Kuwait, Lesoto, Líbano, Liberia, Liechtenstein, Luxemburgo, Madagascar, Malaui, Malasia, Malí, Malta, Marruecos, Mauricio, Mauritania, México, Mónaco, Mozambique, Nepal, Nicaragua, Níger, Nigeria, Noruega, Nueva Zelanda, Omán, Países Bajos, Pakistán, Panamá, Papúa Nueva Guinea, Paraguay, Perú, Portugal, Puerto Rico, Catar, República Centroafricana, República Dominicana, Ruanda, Rumania, Samoa, San Marino, Senegal, Seychelles, Sierra Leona, Singapur, Siria, Somalia, Sri Lanka, Suazilandia, Sudán, Suecia, Suiza, Surinam, Tailandia, Tanzania, Togo, Tonga, Trinidad y Tobago, Túnez, Turquía, Uganda, Uruguay, Venezuela, Yemen del Norte, Yibuti, Yugoslavia, Zaire, Zambia y Zimbabue.
Para destacar, Rumania fue el único país del bloque soviético que compitió en estas olimpiadas. Asimismo, estas olimpiadas marcan el regreso de China a los juegos Olímpicos.

## Boicot soviético

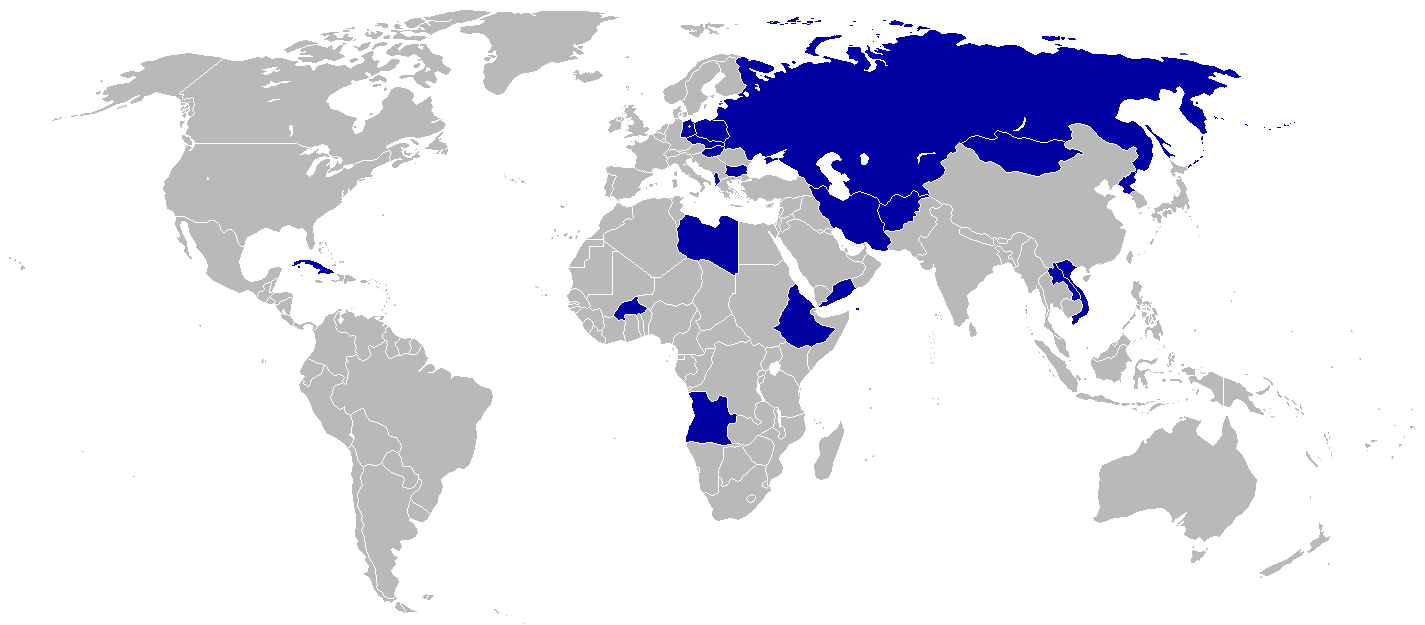
Países que boicotearon los Juegos Olímpicos de Los Ángeles.

En respuesta al boicot estadounidense a los Juegos Olímpicos de 1980, que habían tenido lugar en Moscú, los países del Bloque del Este —exceptuando Rumania— junto a otros 8 aliados socialistas hicieron lo propio con los juegos de Los Ángeles. La Unión Soviética, promotora del boicot, argumentó que no existían garantías suficientes para sus atletas y anunció su decisión de no concurrir el 8 de mayo, poco más de dos meses antes del comienzo de los Juegos.
Estos fueron los países que boicotearon los juegos: Afganistán, Albania, Alemania Oriental, Angola, Bulgaria, Burkina Faso, Checoslovaquia, Corea del Norte, Cuba, Etiopía, Hungría, Irán, Laos, Libia, Mongolia, Polonia, Unión Soviética, Vietnam y Yemen del Sur.
Albania, Irán y Libia boicotearon los juegos por razones políticas, sin ser parte del boicot soviético.
Estos países organizaron unas "contraolimpiadas" llamadas Juegos de la Amistad. A dichos juegos acudieron 49 países, entre los cuales se encontraban todos los países del bloque soviético y varios de los países participantes en Los Ángeles.